# Ácia (gente)
Ácia (em latim: Accia) foi uma gente da Roma Antiga durante o final da República. Foi conhecida, principalmente, por dois indivíduos, Lúcio Ácio, um poeta trágico do século II a.C., e Tito Ácio, mais conhecido por seu processo de Aulo Cluêncio Hábito em Cícero.''Pro Cluentio''. Outros Ácios são conhecidos a partir de inscrições.